# Richard Barnfield
Richard Barnfield (ur. 1574, zm. 1620) – poeta angielski.
Był absolwentem Oxfordu. Tworzył pod silnym wpływem lektury dzieł Wergiliusza, Philipa Sidneya, Edmunda Spensera i Williama Szekspira. Jego najbardziej znanymi dziełami są The Affectionate Shepherd (1594) i Cynthia (1595). Poza tym napisał poemat epicki Cassandra.
Barnfield jest znany głównie jako sonetysta. Poeta wykorzystywał w swoich utworach oryginalny, wynaleziony przez siebie, schemat rymów abba cddc effe gg. 
Na język polski przetłumaczono tylko pojedyncze utwory Richarda Barnfielda.